# قرار مجلس الأمن التابع للأمم المتحدة رقم 822
في 30 أبريل 1993، اعتمد بالإجماع، قرار مجلس الأمن التابع للأمم المتحدة رقم 822، بعد أن أعرب عن قلقه إزاء تدهور العلاقات بين أرمينيا وأذربيجان، وما تلا ذلك من تصعيد للأعمال القتالية المسلحة والحالة الإنسانية في المنطقة، طالب المجلس بالوقف الفوري لأعمال القتال والانسحاب الفوري لقوات الاحتلال الأرمينية في مقاطعة كلبجر قرب مرتفعات قره باغ في أذربيجان.
وحث المجلس الأطراف المعنية على استئناف المفاوضات الرامية إلى إنهاء النزاع، وفقا لعملية السلم التي اقترحتها مجموعة مينسك التابعة لمنظمة الأمن والتعاون في أوروبا، والامتناع عن اتخاذ أي إجراء من شأنه أن يخل بالعملية. وعلى الرغم من أنها اعترفت بضلوع أرمينيا، فإنها لم تتهم أرمينيا مباشرة بالعدوان.
ودعا القرار بعد ذلك إلى عدم اعاقة لجهود الإغاثة الإنسانية الدولية في المنطقة، من أجل تخفيف معاناة السكان المدنيين عن طريق المعونة الإنسانية، مع تذكير الأطراف بالوفاء بالتزاماتها بموجب القانون الدولي الإنساني. وخلص بالطلب إلى الأمين العام، بالتشاور مع الرئيس الحالي لمنظمة الأمن والتعاون في أوروبا ورئيس مجموعة مينسك المنبثقة عن المؤتمر تقييم الوضع وتقديم تقرير إلى مجلس الأمن.
ورحب الجانبان باتخاذ هذا القرار.

## وصلات خارجية
- نص القرار على undocs.org